# Prosper Deshayes
Pour les articles homonymes, voir Deshayes.
Prosper Deshayes est un homme politique français né le 15 janvier 1833 à Mareuil-sur-Lay et décédé le 16 janvier 1907 à Luçon.

## Biographie
Prosper Deshayes fait ses études au lycée de  la Roche-sur-Yon puis son droit à Poitiers. Il vient s'installer comme notaire à Luçon le 13 mai 1864 et exercera cette profession jusqu'en 1880. Il devient conseiller municipal et est élu maire de sa ville le 6 janvier 1878. Il poursuivra une carrière politique jusqu'en 1906. En 1880, il est candidat au conseil général mais est battu à deux reprises par le sénateur Gaudineau. Il devient conseiller général à la mort de ce dernier et sera un temps président du conseil général de la Vendée (du 22 août 1892 au 21 août 1893). En 1893, portant l'étiquette radicale, il bat le bonapartiste Paul Le Roux aux élections législatives. En 1905, il est le seul député vendéen à voter la loi de séparation des églises et de l’État. En 1905, il annonce qu'il ne se représentera pas au renouvellement de son siège de député.

## Carrière politique
- Maire de Luçon (1878-1907)
- Député de Vendée (1893-1906), Radical
- Conseiller général du canton de Luçon (1887-1898), Radical
- Président du conseil général de la Vendée (1892-1893)

## Sources
- « Prosper Deshayes », dans le Dictionnaire des parlementaires français (1889-1940), sous la direction de Jean Jolly, PUF, 1960 [détail de l’édition]
- Journal des Sables, édition datée du dimanche 20 janvier 1907, 58e année no 6.